# Matt Hamon
Matthew "Matt" Hamon, född 3 september 1968 i San Francisco är en amerikansk lärare, porträttfotograf och fotokonstnär. Han var tävlingscyklist under åren 1988–1996 och deltog i olympiska spelen 1992.

## Biografi
Matt Hamon växte upp i en liten stad i norra Kalifornien. Han kom med i US National Team 1990, var aktiv 1993–1996 och deltog 1996 i U.S. Olympic Long Team. Han har sex nationella mästerskap (National champion (1991, 1992, 1993, 1994, 1995 och 1996).
Sedan han avslutat sin karriär som tävlingscyklist 1995, utbildade hans sig inom visual arts, avlade en BA vid Humboldt State University i Arcata, Kalifornien och en MFA vid University of Washington 2002. Därefter arbetade han som bildkonstnär och fotograf.
Han var 2016 års mottagare av Syngenta Photography Award och vinnare av första pris i Photographys 2016-bidrag. Han tilldelades första pris i utställningen Portraits Hellerau 2018 i Hellerau, Tyskland. Han presenterades 2016 och 2017 i Taylor Wessing Portrait Prize på National Portrait Gallery, London och i The Royal Photographic Society International Photography Exhibition (IPE 160).
Han är professor i konst vid The University of Montana. Han har även undervisat vid University of Washington i Seattle, Prescott College i Prescott, Arizona, Montana Tech of the University of Montana och The Evergreen State College i Olympia, Washington.